# Akrar
Akrar er en bygd på Færøerne, som ligger ved sydsiden af Lopransfjørður på Suðuroy på 61°27′20″N, 6°45′33″W
Navnet Akrar går sandsynligvis tilbage til gammelnordisk 'lille bugt', i flertal øgrum, i negativ agra.
Udflytterbygden blev grundlagt i 1818 af en mand fra hovedbygden Sumba. Senere kom andre tilflyttere. Den mest kendte person, som er født i bygden, er satiredigteren Poul Johannes Midjord (1823-1908).
Akrar deler kirkesal med nabobygden Lopra. Skolen og kirkegården ligger midt imellem de to bygder og havde i 2005 kun en elev. Skolen er nu lukket.
Gå en tur i den lille maleriske bygd og nyd fjordudsigten. En vardesti går fra bygden over fjeldet til Sumba.
Den satiriske digter Poul Johannes Midjord (1823-1908) er født i bygden. Han blev gift med en datter af bonden fra Nes på den anden side af Vágsfjørður, men det var ikke med bondens gode vilje. Det bliver fortalt, at Poul Johannes en nat kom til Nes og tog sin kæreste og sejlede hende over fjorden, uden at hendes forældre vidste noget, før det var for sent. Den mest kendte af hans smædeviser er “Nesbóndatátturin” om hans svigerfader.

## Galleri
- Akrar, set fra Vágur
- Akrar
- Lufttørret fisk i Akrar
- Lufttørret skærpekød (skerpikjøt) i Akrar

## Kendte personer
- Jacob Vestergaard (1961-) er en færøsk politibetjent og politiker